# Deletion 7q36
Die distale Monosomie 7q36 ist eine sehr seltene angeborene Erbgutveränderung mit Verlust von genetischem Material und ist damit ein Mikrodeletionssyndromen. Da dabei das Chromosom 7  am längeren, dem q-Arm beteiligt ist, gehört diese Monosomie zusammen mit dem  Mikrodeletionssyndrom 7q31,  dem Mikrodeletionssyndrom 7q11.23, distal und dem Williams-Beuren-Syndrom zu den Chromosom-7q-Syndromen.
Synonyme sind: Deletion 7q36; Distale Deletion 7q36; Monosomie 7qter; Telomere Deletion 7q36

## Verbreitung
Die Häufigkeit und ein eventueller Erbgang sind nicht bekannt, meist handelt es sich um Spontanmutationen.

## Ursache
Die Ursache liegt in einer partiellen Deletion des langen Arms von Chromosom 7.

## Klinische Erscheinungen
Das klinische Erscheinungsbild ist sehr variabel. Hauptmerkmale sind:
- Intrauterine Wachstumsverzögerung
- Gaumenspalte
- oft Holoprosenzephalie
- Gesichtsdysmorphie mit prominenter Stirn, Hypertelorismus, tief ansetzenden Ohren, flacher breiter Nasenrücken, großer Mund
- auffallende Falten an Fingern, Handflächen und Fußsohlen

Hinzu können Augenanomalien, Genitalfehlbildungen und Kaudales Regressionssyndrom sowie Herzfehler kommen.

## Diagnose
Die Diagnose kann bereits vorgeburtlich durch humangenetische Untersuchung gesichert werden.